# Systematische theologie
Systematische theologie is een deelgebied van de theologie dat christelijke religieuze opvattingen ordent in een samenhangend geheel. Systematische theologie heeft een breder bereik dan dogmatiek, waar deze laatste gaat over leerstellingen die een kerkelijke definitie en goedkeuring hebben verkregen. Systematische theologie houdt zich vooral bezig met christelijke beweringen over de werkelijkheid in het algemeen.

## Methode
Met een methodologische traditie die enigszins verschilt van die van de bijbelse theologie, put de systematische theologie uit de heilige kernteksten van het christendom en onderzoekt tegelijkertijd de ontwikkeling van de christelijke leer in de loop van de geschiedenis, met name door middel van filosofie, ethiek, sociale wetenschappen en natuurwetenschappen. Met behulp van bijbelteksten wordt geprobeerd om de hele Schrift te vergelijken en met elkaar in verband te brengen, wat leidt tot een gesystematiseerde verklaring over wat de hele Bijbel zegt over bepaalde onderwerpen.
Binnen het christendom benaderen verschillende tradities (zowel intellectueel als kerkelijk) systematische theologie op verschillende manieren, wat invloed heeft op:
- de methode die gebruikt wordt om het systeem te ontwikkelen,
- het begrip van de taak van de theologie,
- de doctrines die in het systeem zijn opgenomen en
- de volgorde waarin deze doctrines verschijnen.

Zelfs met zo'n verscheidenheid is het over het algemeen zo dat werken die men kan omschrijven als systematische theologieën beginnen met openbaring en eindigen met eschatologie.
Omdat de systematische theologie zich richt op de waarheid, is ze ook zo opgezet dat ze zich richt op de hedendaagse wereld. Er zijn talloze auteurs die dit gebied hebben verkend, zoals onder andere Charles Gore, John Walvoord, Lindsay Dewar en Charles Moule.

## Categorieën
Omdat het een systemische benadering is, organiseert systematische theologie de waarheid onder verschillende rubrieken en er zijn bepaalde basisgebieden (of categorieën), hoewel de exacte lijst enigszins kan variëren. Dit zijn
- angelologie - de studie van engelen
- bibliologie - de studie van de Bijbel
- hamartiologie - de studie van de zonde
- christologie - de studie van Christus
- ecclesiologie - de studie van de kerk
- eschatologie - de studie van de eindtijd
- pneumatologie - de studie van de Heilige Geest
- soteriologie - de studie van verlossing
- theologische antropologie - de studie van de aard van de mensheid
- eigenlijke theologie (proper theology) - de studie van de aard van God